# Tバー・ロウイング
Tバー・ロウイング（T-bar rowing）は、ウエイトトレーニングの種目の一つ。主に広背筋・上腕二頭筋・三角筋後部・僧帽筋中下部・菱形筋などに刺激を与え、筋量・筋力を増加させるのに効果がある。背中の筋肉を意識し、腕の力で持ち上げないようにする。
スタートでは肩甲骨を十分にストレッチさせ、肩を後ろに引いて肩甲骨を寄せながら持ち上げる。

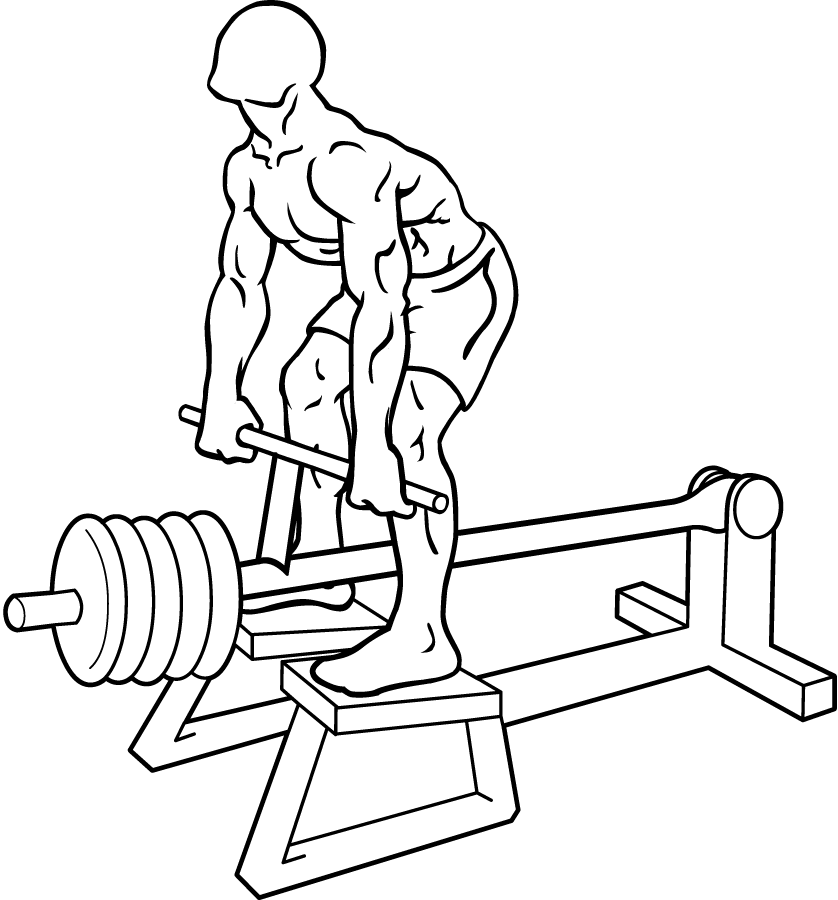
Tバー・ロウイング(スタート)

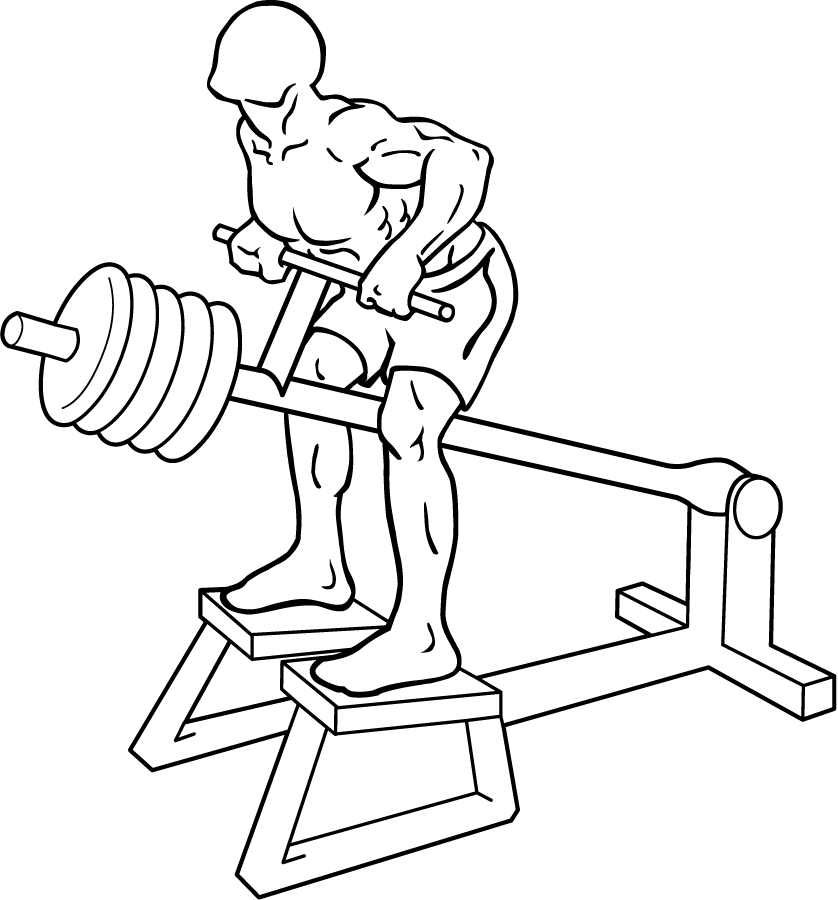
Tバー・ロウイング(フィニッシュ)

## 具体的動作

### ベントオーバー・Tバー・ロウイング
1. Tバーのハンドルを肩幅よりやや広いオーバーグリップで持って立ち、前傾姿勢をとる。
2. 息を吸いながらハンドルを引いていく。
3. 肘が体側よりやや後ろまできたら、息を吐きながら元の姿勢に戻る。
4. 2~3を繰り返す。